# Oxyagrion hermosae
Oxyagrion hermosae är en trollsländeart som först beskrevs av Emery Clarence Leonard 1977.  Oxyagrion hermosae ingår i släktet Oxyagrion och familjen dammflicksländor. Inga underarter finns listade i Catalogue of Life.